# Soozie Tyrell
Soozie Tyrell (Pisa, Italia, 4 de mayo de 1957) es una violinista y vocalista italiana, más conocida por su trabajo con Bruce Springsteen en la E Street Band. 

## Biografía
Tyrell nació en Pisa, Italia. Al poco de nacer, su familia se trasladó a Florida y comenzó a tomar clases de teoría musical en la Universidad del Sur de Florida. Poco después, se trasladó a Nueva York, donde tocó durante varios años en la calle. Junto con Patti Scialfa y Lisa Lowell, formó un grupo callejero llamado Trickster.
Tyrell trabajó en discos de Southside Johnny como Love is a Sacrifice en 1980. A continuación, lideró su propia banda de country, Soozie & High in the Saddle. A mediados de la década de 1980, Tyrell trabajó con David Johansen y su alter ego Buster Poindexter, y apareció en seis discos y en varias giras. Tyrell, Scialfa y Lowell participaron también en el álbum epónimo de Buster Poindexter, publicado en 1987 por RCA Records. Su vinculación con el músico continúa hasta la actualidad.
Tyrell trabajó por primera vez con Springsteen como vocalista del álbum Lucky Town en 1992. Desde entonces, ha participado en la grabación de numerosos discos de Springsteen, principalmente como violinista y corista, incluso en proyectos paralelos a la E Street Band como The Ghost of Tom Joad y Devils & Dust.
En 2002, su trabajo como violinista fue parte fundamental del sonido del álbum The Rising, y Tyrell se unió a la subsiguiente gira de Springsteen entre 2002 y 2003. También tuvo un papel preeminente en el álbum de folk We Shall Overcome: The Seeger Sessions, en cuya grabación no participó la E Street Band, y en la subsiguiente gira con The Sessions Band. A pesar de ser considerada como «músico adicional» y no como miembro del núcleo de la E Street Band, Tyrell ha trabajado con Springsteen en álbumes como Magic (2007), Working on a Dream (2009), Wrecking Ball (2012) y High Hopes (álbum) (2014) , así como en sucesivas giras de promoción de los álbumes anteriores.
En 2003, publicó su primer álbum en solitario, White Lines, en Treasure Records.

## Discografía
Con Bruce Springsteen
- Lucky Town (1992)
- The Ghost of Tom Joad (1995)
- The Rising (2002)
- Devils & Dust (2005)
- We Shall Overcome: The Seeger Sessions (2006)
- Live in Dublin (2007)
- Magic (2007)
- Working on a Dream (2009)
- Wrecking Ball (2012)
- High Hopes (2014)

En solitario
- White Lines (2003)